# 鈴木茂明
鈴木 茂明（すずき しげあき、1952年 - ）は、日本の歌手（バリトン)、ヴォイストレーナー、合唱指揮者。

## 来歴
国立音楽大学声楽科を経て、同大学大学院ドイツリート専攻を修了。
1990年にはウィーンに留学。
1993年からは高田三郎の個展を主催し、以後高田と共演する催しを多く手がけている。